# Francesco Melzi

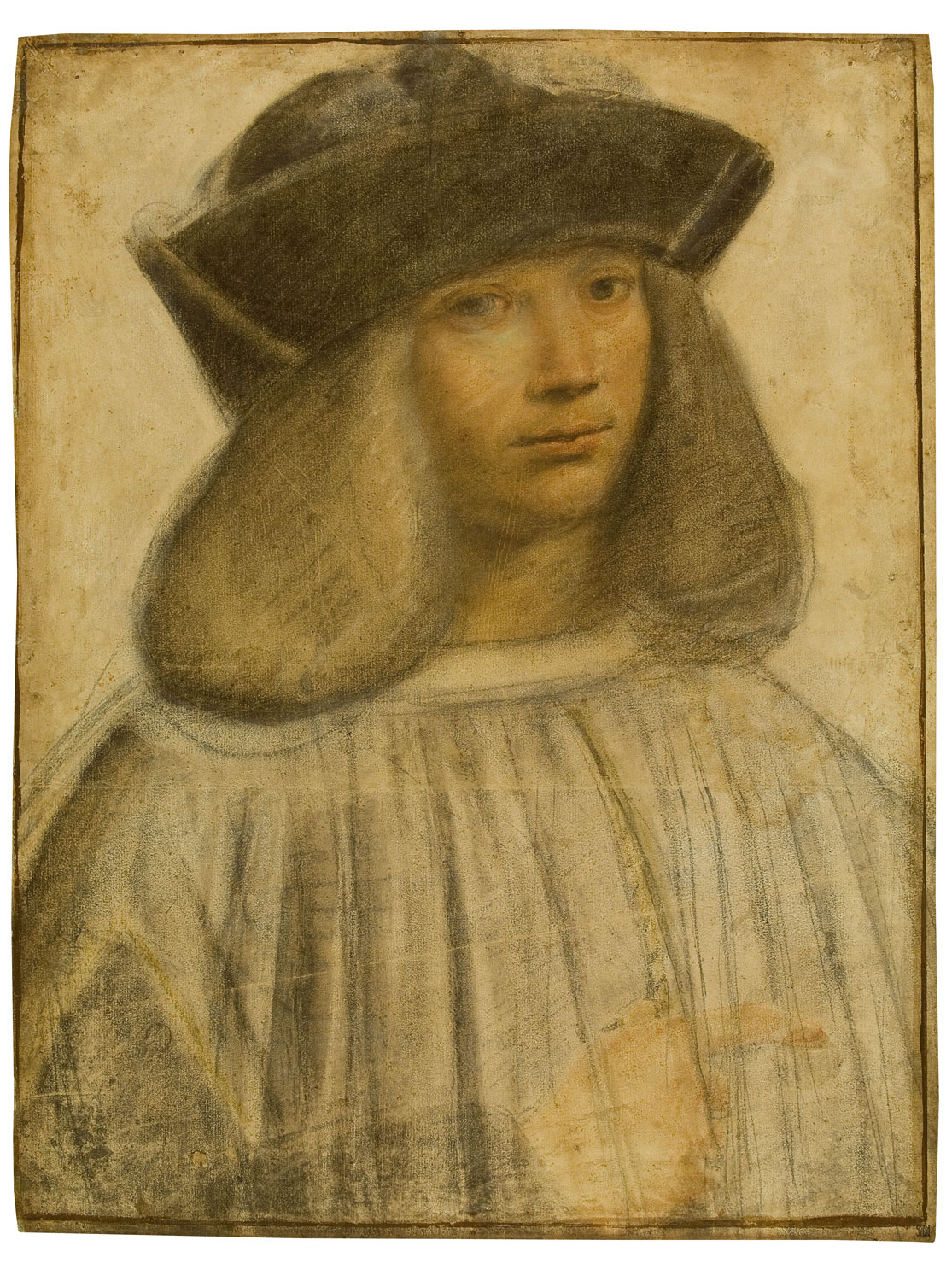
Giovanni Antonio Boltraffio, Ritratto di Francesco Melzi (1510; Milano, Biblioteca Ambrosiana).

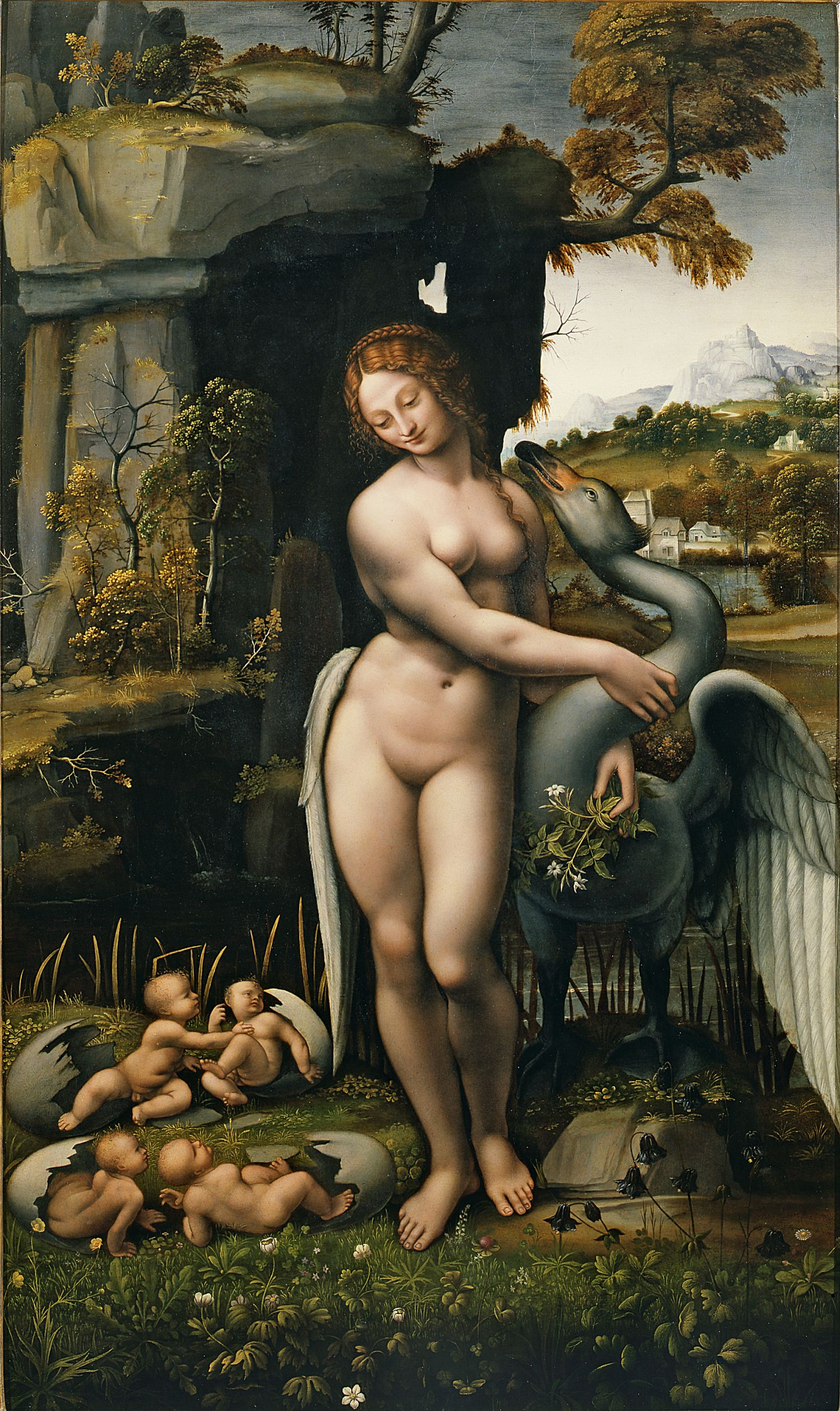
Leda (1508/15; Firenze, Uffizi).

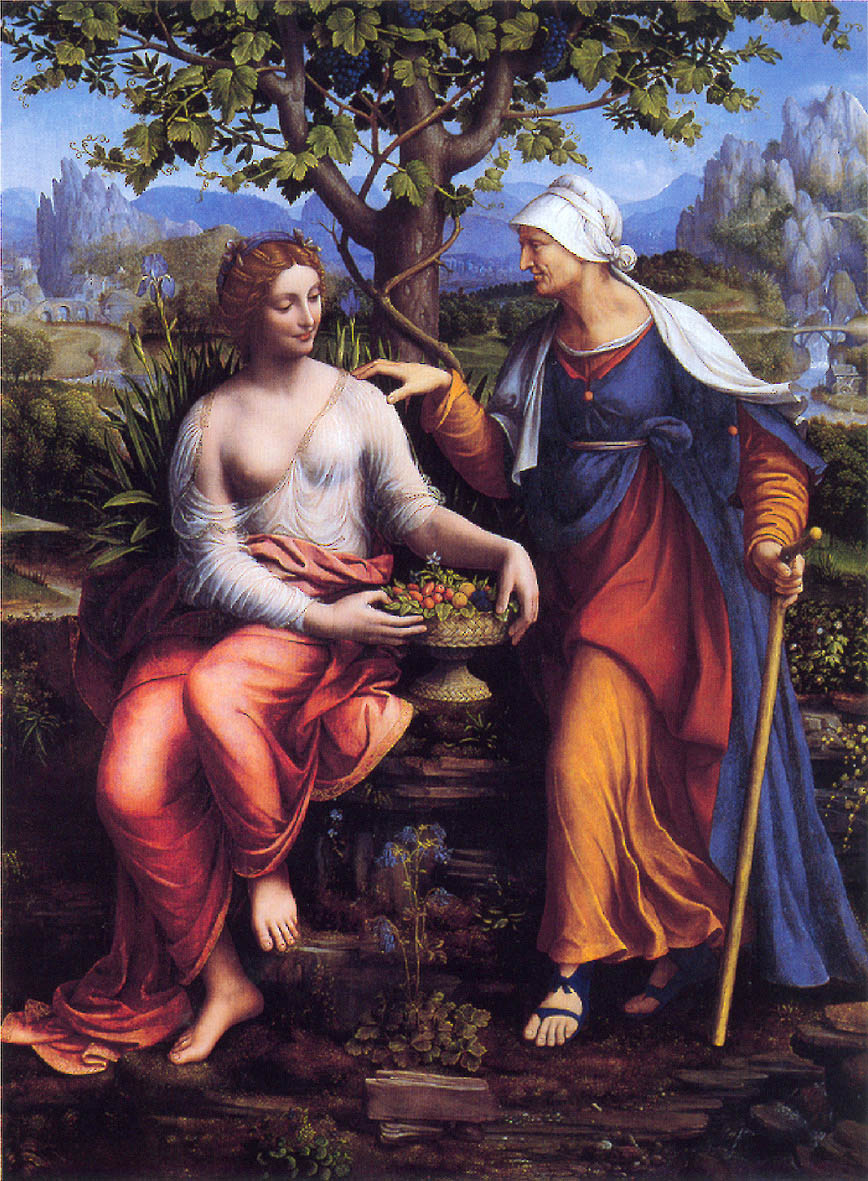
Vertumno e Pomona (1518/22; Berlino, Gemäldegalerie).

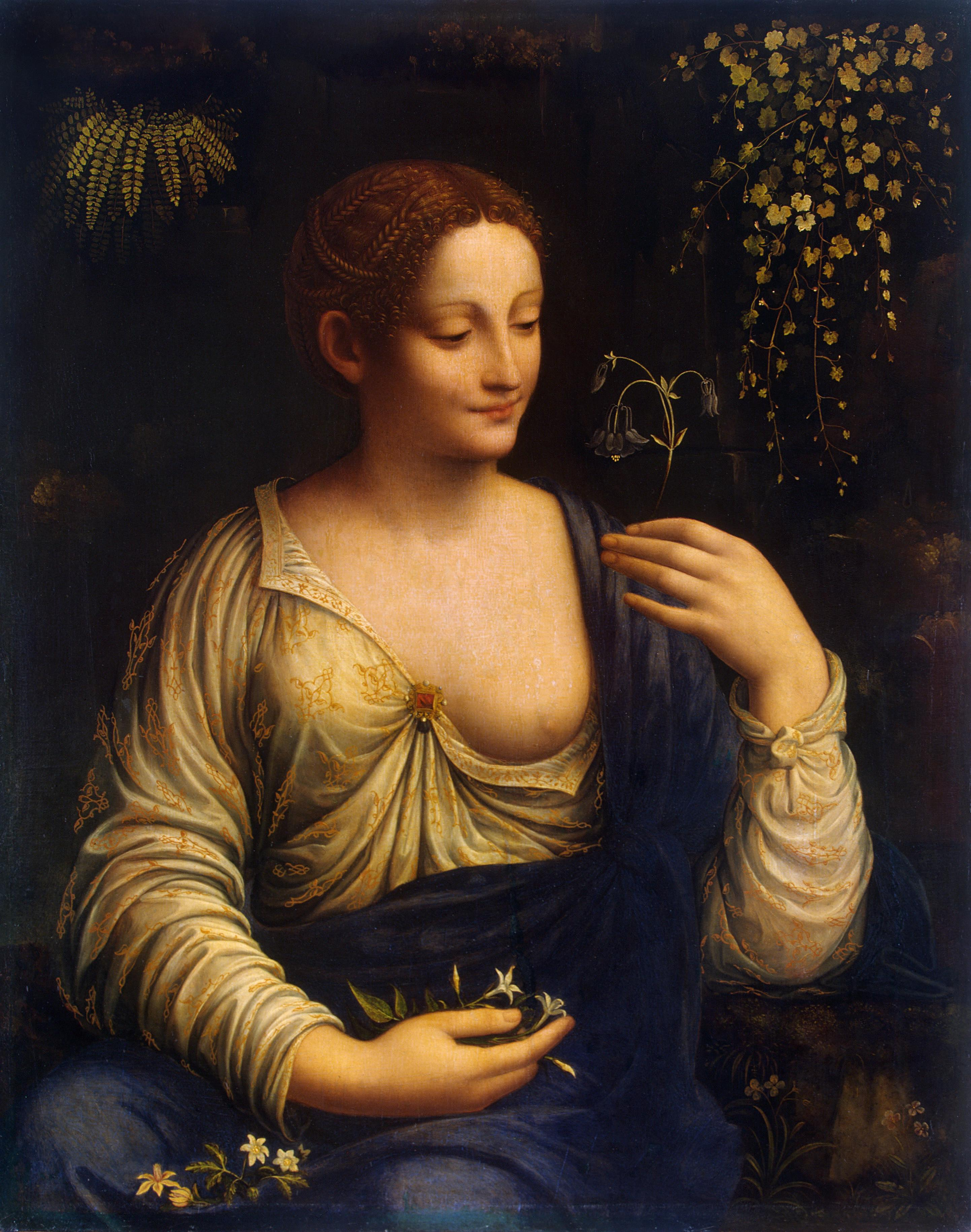
Colombina o Flora (1520; San Pietroburgo, Ermitage).

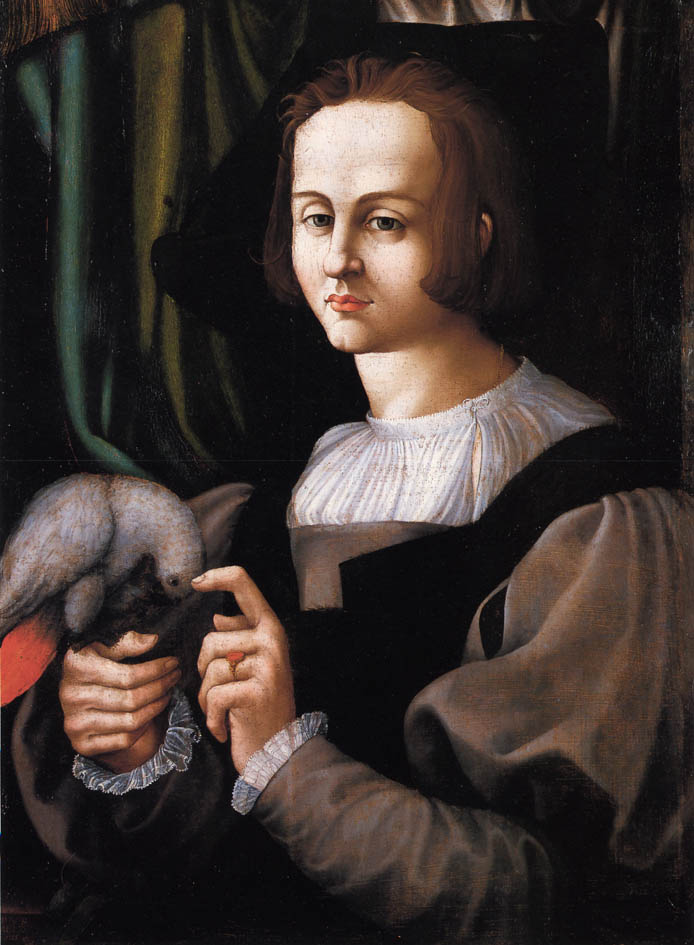
Giovane uomo con pappagallo (1525; Milano, collezione privata).

Francesco Melzi (Milano, 1491 – Vaprio d'Adda, 1567) è stato un pittore italiano, pupillo di Leonardo da Vinci.

## Biografia
Come l'archivio storico Melzi e tutti i documenti originali denunciano, il suo nome fu Giovanni Francesco. Solo a partire dal Novecento tra gli storici dell'arte il nome fu semplificato in Francesco.
Misterioso personaggio, era figlio di Gerolamo Melzi, conte palatino, capitano della milizia milanese, soprintendente alla costruzione delle mura di fortificazione con cui Francesco Sforza voleva cingere la città di Milano. Divenne allievo prediletto di Leonardo da Vinci nel 1506 all'età di quindici anni, stringendo col maestro toscano una profonda amicizia.
Nacque nel 1491, come si desume da un disegno firmato e datato 1510 dove si dichiara diciannovenne, conservato alla Pinacoteca Ambrosiana. Apparteneva alla ricca famiglia patrizia dei Melzi, proprietari di una villa tuttora esistente nel comune di Vaprio d'Adda, dove lo stesso Leonardo soggiornò più volte. Dopo aver conosciuto il maestro in occasione del suo secondo soggiorno milanese (1508 - 1513), lo accompagnò nel suo viaggio a Roma nel 1513 e in seguito in Francia nel 1517, dove gli rimase accanto fino alla morte avvenuta il 2 maggio 1519. Fu stipendiato dal Re di Francia Francesco I per la sua attività di assistente del maestro toscano.
Il 25 aprile 1518, nel castello di Cloux, ad Amboise, Leonardo da Vinci lo nominò nel suo testamento erede di «tutti et ciascheduno li libri che edicto testatore ha de presente et altri istrumenti et portracti circa l'arte sua et industria de pictori» ("Tutti e ciascuno i libri che il detto Testatore possiede al presente e gli altri strumenti e ritratti relativi alla sua arte e industria di pittore").
Dopo la morte di Leonardo, ereditò tutti i disegni e i manoscritti artistici e scientifici del maestro, li trasferì nella villa di famiglia a Vaprio d'Adda e li conservò fedelmente con sé fino alla fine della sua vita. Alberto Bendidio, corrispondente di Alfonso d'Este, nel 1523 ricorda che erano in possesso del Melzi le carte di Leonardo. Giorgio Vasari, nell'edizione delle Vite dei pittori del 1568, scrive che Francesco «ha care e tiene per reliquie tal carte insieme con il ritratto della felice memoria di Leonardo».
Nel 1520 fu insignito del privilegio di gentiluomo di camera dal re Francesco I di Francia. Sposò Angiola dei conti Landriani ed ebbe otto figli.
Negli anni successivi egli redasse, quasi seguendo un accordo col maestro, il cosiddetto Libro di Pittura (noto anche come Trattato della Pittura) di Leonardo, coordinando in un unico manoscritto (il codice Urbinate 1270 della Biblioteca Apostolica Vaticana) scritti e pensieri sparsi, raccolti anche da fonti oggi non più reperibili. Per compiere questa impresa Francesco organizzò e numerò l'intero complesso di manoscritti originali apponendo paragrafi e brevi note di sua mano, con rigoroso metodo filologico.
Il patrimonio lasciato dal maestro toscano a Francesco fu poi ceduto dal suo figlio primogenito Orazio, dottore giureconsulto, a Pompeo Leoni, scultore ufficiale del Re di Spagna Filippo II, il quale promise in cambio cariche pubbliche presso il Senato di Milano. Questo fu l'inizio della dispersione dell'opera grafica di Leonardo.

## Opere
Le uniche opere certe di Francesco Melzi, firmate in lettere greche dall'artista, sono il Vertumno e Pomona conservato alla Gemäldegalerie di Berlino, la Flora dell'Ermitage di San Pietroburgo, e il Gentiluomo con Pappagallo della Collezione Gallarati Scotti a Milano.
A lui sono assegnate alcune opere leonardesche o copie da Leonardo, come la Leda col cigno degli Uffizi.
Fu un artista dotato di buon talento, come provano alcuni lavori degli ultimi anni di Leonardo in cui la sua mano si sostituisce spesso a quella del maestro, ormai impossibilitato a disegnare. Alcune opere che fino a qualche tempo fa erano attribuite a Leonardo da Vinci, sono state in seguito riconosciute come lavori di Francesco Melzi.

## Riferimenti culturali
La Flora appare sulla copertina del disco Gli amori son finestre di Mango.